# Robert Cogniaux
Robert Cogniaux (* 29. Mai 1934 in Asse, Flämisch-Brabant) ist ein ehemaliger belgischer Bogenschütze.
Cogniaux nahm an drei Olympischen Spielen teil. Bei den Spielen 1972 in München – Bogenschießen war erstmals seit 1920 wieder im Programm – verpasste er mit Platz 4 im Einzel knapp die Medaillenränge. Vier Jahre später enttäuschte er im Einzel mit Rang 23; bei den Spielen in Moskau konnte er sich als Neunter im Einzel platzieren. Dabei war er der älteste Aktive des belgischen Olympiateams.
Bereits bei den Weltmeisterschaften 1959 war Cogniaux Mitglied des belgischen Teams, das Silber gewann; 1970 gehörte Cogniaux zum belgischen Team das den Europameister-Titel gewann. Beste Platzierung im Einzel bei einer Weltmeisterschaft war der siebte Platz 1973.